# Tulku Dragpa Gyaltsen
Pour les articles homonymes, voir Dragpa Gyaltsen.
Tulkou
Ngakwang Sönam Gélek Pelzang -
Tulku Dragpa Gyaltsen (tibétain : སྤྲུལ་སྐུ་གྲགས་པ་རྒྱལ་མཚན།, Wylie : sprul sku grags pa rgyal mtshan, THL : tulku drakpa gyaltsen, chinois simplifié : 杜固扎巴坚赞 ; pinyin : dùgù zābā jiānzàn) ou encore Ngatrul Dragpa Gyaltsen, également appelé tulkou de la demeure d'en haut (tibétain : སྤྲུལ་སྐུ་གཟིམས་ཁང་གོང་མ, Wylie : sprul sku gzims-khang-gong-ma, THL : tulku zim khang gongma), (1619-1656) est considéré comme la réincarnation de panchen Sonam Dragpa et siège dans la demeure haute (tibétain : གཟིམས་ཁང་གོང་མ, Wylie : gzims khang gong ma, THL : zim khang gongma) du monastère de Drépung.

## Biographie
Le choix de Lobsang Gyatso comme 5e dalaï-lama ne s'est pas fait sans heurt. Dragpa Gyaltsen est un autre candidat du monastère de Drepung, qui est cependant plus tard identifié comme la quatrième incarnation de Panchen Sonam Dragpa (tibétain : པཎ་ཆེན་བསོད་ནམས་གྲགས་པ, Wylie : paN chen bsod nams grags pa), le 15e Ganden Tripa (tibétain : དགའ་ལྡན་ཁྲི་པ, Wylie : dga' ldan khri pa).

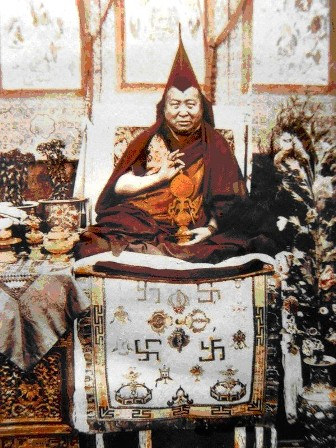
Pabongka

Pour Karénina Kollmar-Paulenz, professeure de bouddhisme tibétain à l’Université de Berne, Dragpa Gyaltsen, aurait été assassiné ou poussé au suicide vers le milieu du XVIIe siècle par des forces loyales au 5e dalaï-lama. La déité Dorjé Shukden aurait été incarnée en Dragpa Gyaltsen. Au XIXe siècle, Pabongka (bonnet rouge) s'élève en protecteur des Gélougpa[réf. incomplète].
Il est également considéré par les bouddhistes comme le 6e Kyorlung Ngari Tulku, une ligne de réincarnations de lamas dont le premier était Duldzin Dragpa Gyaltsen (1374 — 1434), un important disciple de Tsongkhapa, fondateur du Gelugpa.[réf. nécessaire]
Selon le tibétologue japonais Zuiho Yamaguchi cité par la Western Shugden Society, il est considéré l'égal de Lobsang Gyatso, 5e dalaï-lama, et siégeant dans le même monastère[source insuffisante]. Selon le tibétologue américain Donald S. Lopez, Tulku Dragpa Gyaltsen devint disciple de Lobsang Chökyi Gyaltsen, 1er à recevoir le titre de panchen-lama.